# Diya Siddique
Diya Siddique (in bengali দিয়া সিদ্দিকি; Nilphamari, 19 febbraio 2004) è un'arciera bangladese.
Ha rappresentato il Bangladesh ai giochi olimpici di Tokyo 2020.

## Biografia
Ha esordito a livello internazionale nel 2019, ma ha iniziato a partecipare ad eventi ai massimi livelli nel 2021, raccogliendo sin da subito ottimi risultati.
Nel maggio 2021 ha ottenuto, in coppia con Md Ruman Shana, il secondo posto nella gara a squadre miste in occasione del secondo appuntamento della Coppa del mondo di tiro con l'arco di quell'anno. Era la prima volta che arcieri bengalesi raggiungevano la finale di un evento ufficiale di livello mondiale.
Un mese più tardi ha partecipato alle qualificazioni olimpiche, ma l'eliminazione al terzo turno non le consentì l'accesso diretto al tabellone di Tokyo 2020 che tuttavia ottenne comunque grazie al posto garantito al suo paese per decisione della commissione tripartita del CIO.
Ai giochi partecipò sia alla gara individuale femminile che a quella a squadre miste. Nel round di qualificazione del torneo olimpico individuale fu 36ª con 635 punti. Al primo turno ha affrontato l'arciera bielorussa Karina Dzioninskaya, che l'ha sconfitta al tie break per 6 a 5.
Nel torneo a squadre miste, disputato ancora in coppia con Shana, chiusero il round di qualificazione al 16º posto, l'ultimo utile per accedere alla fase ad eliminazione diretta. Vennero eliminati al primo turno dalla squadra sudcoreana che vinse poi l'oro.
Ai campionati asiatici disputati nel novembre 2021 in casa, la Siddique vinse due medaglie nelle due gare a squadre: nella gara femminile, assieme a Nasrin Akter e Beauty Ray, sconfissero l'Uzbekistan ai quarti, persero la semifinale contro la Corea del Sud, e vinsero la finale per il bronzo contro il Vietnam di Do Thi Anh Nguyet, Ha Thi Goc e Nguyen Thi Thanh Nhi; nella gara a squadre miste, in coppia con Mohammed Hakim Ahmed Rubel, ebbero la meglio su Iran e India, prima di capitolare in finale contro la Corea del Sud. Gareggiò anche nell'individuale, dove fu eliminata ai quarti di finale dalla sudcoreana Jung Dasomi.
Ai mondiali di Berlino 2023 venne eliminata al primo turno della gara individuale (era stata 63a in qualifica) mentre fallì la qualificazione nella gara a squadre miste (la coppia formata dalla Siddique e da Ram Krishna Saha chiuse le eliminatorie al 27º posto).